# Cataratas Bambarakanda
Cataratas Bambarakanda (también conocidas como Cataratas Bambarakele) son la cascada más alta en el país asiático de Sri Lanka.
Con una altura de 263 m (863 pies), se ubica como la cascada número 299 en el mundo ordenada por su altura.
Se encuentra en Kalupahana, en el distrito de Badulla, y es directamente visible desde la autopista A4. La cascada se forma con aguas del Kuda Oya, que es un afluente del río Walawe. Las Cataratas del Bambarakanda se encuentran en medio de un bosque de pinos.